# Kjell Nilsson
Kjell Nilsson (Gothenburg, 19 de diciembre de 1949) es un actor y halterófilo sueco, reconocido principalmente por su interpretación del villano "Humungus" en la película posapocalíptica de 1981 Mad Max 2.

## Carrera
Nilsson inicialmente se desempeñó como halterófilo. Se mudó a Australia en 1980 para entrenar a atletas suecos para los Juegos Olímpicos de Moscú. Allí conoció a la actriz Kate Ferguson, con la que contrajo matrimonio. Ella lo persuadió para que volviera a Australia y buscara trabajo en la industria cinematográfica de ese país.
En 1981 tuvo su gran oportunidad en la película de ciencia ficción postapocalíptica Mad Max 2, donde interpretó al principal antagonista "Humungus", el líder de una banda de merodeadores que asedian un complejo de colonos. Un año más tarde apareció en The Pirate Movie (1982), un musical dirigido por Ken Annakin y protagonizado por Christopher Atkins y Kristy McNichol. En 1984 tuvo un papel en el telefilme Man of Letters y en 1987 interpretó el papel de una enfermera en The Edge of Power.

## Filmografía
- Mad Max 2 (1981) - Humungus
- The Pirate Movie (1982) - Pirata
- The Edge of Power (1987) - Jorma